# Hungeh
Hungeh (em persa: حونگه, também romanizada como Ḩūngeh) é uma aldeia do distrito rural de Abanar, no condado de Abdanan, da província de Ilam, Irã.
No censo de 2006, sua população era de 211 habitantes, em 31 famílias.